# Toni Kovačević
Pour les articles homonymes, voir Kovačević.
Toni Kovačević est un joueur croate de volley-ball né le 15 janvier 1983 à Odzak (Bosnie-Herzégovine). Il mesure 1,98 m et joue réceptionneur-attaquant.

## Clubs
| Club                       | Pays      | De        | À         |
| -------------------------- | --------- | --------- | --------- |
| Mladost Zagreb             | Croatie   | 2000-2001 | 2002-2003 |
| VfB Friedrichshafen        | Allemagne | 2003-2004 | 2003-2004 |
| Sisley Trévise             | Italie    | 2004-2005 | 2004-2005 |
| Codyeco Santa Croce        | Italie    | 2005-2006 | 2005-2006 |
| Volley Città di Corigliano | Italie    | 2006-2007 | 2007-2008 |
| Latina Volley              | Italie    | 2008-2009 | …         |

## Palmarès
- Championnat d'Italie (1)
  - Vainqueur : 2005
- Championnat de Croatie (3)
  - Vainqueur : 2001, 2002, 2003
- Coppa Italia (1)
  - Vainqueur : 2005
- Coupe d'Allemagne (1)
  - Vainqueur : 2004
- Coupe de Croatie (3)
  - Vainqueur : 2001, 2002, 2003
- Supercoupe d'Italie (1)
  - Vainqueur : 2004